# 岩手電視台
岩手電視台（日语：／ Terebi Iwate */?）是日本的一家以岩手縣為播出地區的電視台。正式名稱為株式會社岩手電視台。簡稱為TVI。呼出訊號為JOII-DTV。開播于1969年12月1日。岩手電視台在開播時同時是日本電視台聯播網和NET電視台（現在的朝日電視台）聯播網的加盟台。1980年4月1日后，岩手電視台退出朝日電視台聯播網，成為日本電視台系列（NNN、NNS）的完全加盟台至今。

## 國際合作
岩手電視台在日本國外的姊妹台包括：
- 中華人民共和國：黑龍江電視台
- 俄羅斯：彼爾姆電視電影廣播公司

## 外部連結
- 官方網站 （页面存档备份，存于）
- 岩手電視台的X（前Twitter）
- 岩手電視台［官方］的Facebook專頁
- 【官方】岩手電視台的Instagram帳戶
- YouTube上的tvimoviechannel頻道